# Марченко Денис Миколайович
Дени́с Микола́йович Ма́рченко (нар. 7 грудня 1987 — пом. 29 серпня 2014) — солдат Збройних сил України, учасник російсько-української війни.

## Короткий життєпис
Народився 1987 року в місті Новоукраїнка (Кіровоградська область).
В часі війни — водій автомобіля «Урал» 93-ї окремої механізованої бригади.
Загинув 29 серпня 2014-го під час виходу з Іловайського котла т. зв. «зеленим коридором» на перехресті доріг з села Побєда до Новокатеринівки поруч зі ставком. Їхав в одній машині ГАЗ-66 з Юрієм Банасом, загинули разом. Перебував в списках зниклих безвісти.
Був ексгумований пошуковцями Місії «Ексгумація-200» («Чорний тюльпан») 12 вересня 2014-го та привезений до міста Запоріжжя. Був упізнаний за тестами ДНК.
Перепохований 13 березня 2024 року  в Новоукраїнці Кіровоградської області.

## Нагороди та вшанування
За особисту мужність і героїзм, виявлені у захисті державного суверенітету та територіальної цілісності України, вірність військовій присязі під час російсько-української війни, відзначений — нагороджений:
- 16 січня 2016 року — орденом «За мужність» III ступеня (посмертно).[2]
- Його портрет розміщений на меморіалі «Стіна пам'яті полеглих за Україну» у Києві: секція 3, ряд 7, місце 35
- Вшановується 29 серпня на щоденному ранковому церемоніалі вшанування українських захисників, які загинули цього дня у різні роки внаслідок російської збройної агресії[3]
- Іловайський Хрест (посмертно)